# まりなりなぁ!
まりなりなぁ!は、2004年7月21日に発売された大野まりなの二作目のオリジナルミニアルバム。
表題の「まりなりなぁ！」は等身大の大野まりなをファンに見て、聴いてもらいたいとの思いから名付けられた。

## 概要
それまでアイドル歌謡を主に歌ってきた大野まりなであったが、今作では「なんかおりてきたよ～～♪」の帯文句通り、それまでとはかけ離れた声優特有の加工した声、ハイテンポの電子音、「ぱや♪ぱや♪」「モキュモキュ」など耳慣れない合いの手の繰り返し、常識離れした強烈な歌詞で、萌えソング（電波ソング）歌手としての存在を強烈に印象づけることとなった。
収録曲のほとんどが暴走機関車のような電波ソングで、「Starry Sky〜星空に願いを込めて〜」のみが落ち着いたバラード、曲の合間のジングルでは「まりなりなぁ」とのセリフが大野の様々な声で繰り返される。
新たに制作された二曲はbambooの勧めもあり大野自身が作詞したもので、特に表題ともなっているまりなりなぁは歌手になるためにアイドル時代から苦労を重ねてきた大野自身の半生を描いた魂のこもったものとなっている。また、アキバで抱きしめて ～HOLD ON ME @AKIHABARA～では秋葉原を賛美する歌詞が踊り、「アキバ文化最盛期を象徴する曲」と評価される大野の代表曲の一つとなった。
楽曲数からジングルまで、大野まりなのセルフプロデュースと言っていいほど自ら関与しており、大野はこのアルバムを自らの芸能活動の新しいスタートだと位置づけている。
ジャケットとブックレット撮影は、大野と畑亜貴、Blasterheadに加え、bamboo、一番星☆光といったmilktubの面々が球場で野球選手に扮して行われた。これはこのアルバムそのものが、それらの面々との出会いの中で成り立っていったものだからで、「私の新しいスタートなので、“ここ”にいてほしい作家の皆さんに集まってもらいました。いい曲に恵まれましたので、発売を楽しみにしてください。キャラを演じながら唄っているもの、地声で唄っているもの、いろいろ入っています。おもちゃ箱というか……歌のファンシーボックスって感じでしょうか？」と語っている。

## 収録曲
1. ジングル「まりな 愛の電波劇場」編
2. ぱや♪ぱや♪ (「プロジェクトXuse」テーマソング)
  - 作詞：畑亜貴 作曲・編曲：景家淳
3. ジングル「ラブリーまりな」編
4. アキバで抱きしめて ～HOLD ON ME @AKIHABARA～ (「私立アキハバラ学園」テーマソング)
  - 作詞：桑島由一 作曲：Bun Yoshida & Yoshihito Hata (DOORS) 編曲：Blasterhead
5. ジングル「電波系!まり蔵」編
6. モキュモキュ ~テリ☆MIX~ (「テリ☆みっくす」テーマソング)
7. ジングル「featuring DJ MARINA」編
8. ハラタマ・キヨタマ (「巫女～みにょ!～」テーマソング)
  - 作詞・作曲：milktub 編曲：藤田淳平
9. ジングル「まりなは見た…」編
10. あゆみちゃん LOVE ALL! (「あゆみちゃんLABO」テーマソング)
  - 作詞：RB26DETT 作曲・編曲：畑亜貴
11. ジングル「ミッド・ナイト・マリナ」編
12. まりなりなぁ
  - 作詞：大野まりな 補詞：bamboo(milktub) 作曲：一番星☆光(milktub) 編曲：Blasterhead
13. Starry sky ~星空に願いをこめて~
  - 作詞：大野まりな 作曲・編曲：景家淳
14. ぱや♪ぱや♪ (カラオケ)
15. アキバで抱きしめて ~HOLD ON ME@AKIHABARA~ (カラオケ)
16. モキュモキュ ~テリ☆MIX~ (カラオケ)
17. ハラタマ・キヨタマ (カラオケ)
18. あゆみちゃん LOVE ALL! (カラオケ)
19. まりなりなぁ (カラオケ)
20. Starry sky ~星空に願いをこめて~ (カラオケ)